# Rejon zabłotecki
Rejon zabłotecki (ukr. Заболотцівський район) – dawna jednostka podziału administracyjnego Ukraińskiej Socjalistycznej Republiki Radzieckiej w Związku Socjalistycznych Republik Radzieckich w latach 1946–1959. Należał do obwodu lwowskiego. Siedziba władz rejonu znajdowała się w Zabłotcach.
Rejon zabłotecki został utworzony 1 listopada 1946 w związku z przeniesieniem siedziby rejonu ponikowickiego z Ponikowicy do  Zabłociec.
4 marca 1959 rejon zabłotecki zniesiono, włączając jego obszar do rejonów brodzkiego i oleskiego.